# Despina Olympiou
Despina Olympiou (Grieks: Δέσποινα Ολυμπίου) (Limasol, 17 oktober 1975) is een Cypriotisch zangeres.

## Biografie
Despina Olympiou groeide op in de Cypriotische stad Limasol, maar studeerde muziek en piano aan het Trinity College London. Haar muziekcarrière startte in 1992.
In 2013 werd ze door Cyprus Broadcasting Corporation intern aangeduid om haar vaderland te vertegenwoordigen op het Eurovisiesongfestival 2013, dat gehouden werd in het Zweedse Malmö, met het nummer An me thimase. Dat lied raakte er niet voorbij de halve finale.
1981: Island · 
1982: Anna Vissi · 
1983: Stavros & Konstandina · 
1984: Andy Paul · 
1985: Lia Vissi · 
1986: Elpida · 
1987: Alexia · 
1989: Fani Polymeri & Yiannis Savvidakis · 
1990: Haris Anastasiou · 
1991: Elena Patroklou · 
1992: Evridiki · 
1993: Zimboulakis & Van Beke · 
1994: Evridiki · 
1995: Alexandros Panayi · 
1996: Constantinos Christoforou · 
1997: Hara & Andreas Konstantinou · 
1998: Michalis Hatzigiannis · 
1999: Marlain · 
2000: Voice · 
2002: One · 
2003: Stelios Konstantas · 
2004: Lisa Andreas · 
2005: Constantinos Christoforou · 
2006: Annet Artani · 
2007: Evridiki · 
2008: Evdokia Kadi · 
2009: Christina Metaxa · 
2010: Jon Lilygreen & The Islanders · 
2011: Christos Mylordos · 
2012: Ivi Adamou · 
2013: Despina Olympiou · 
2015: Giannis Karagiannis · 
2016: Minus One · 
2017: Hovig · 
2018: Eleni Foureira · 
2019: Tamta · 
2021: Elena Tsagrinou · 
2022: Andromache · 
2023: Andrew Lambrou · 
2024: Silia Kapsis · 
2025: Theo Evan
- International Standard Name Identifier: 0000 0003 7292 2525
- MusicBrainz: 2d9972c1-7142-4e1f-ab2e-66d1f6c15a54